# 左难当
左难当（596年—645年），又作左匡政，唐朝初年将领，宣州泾县（今安徽省黄山市黄山区龙门乡左家村）人。
隋朝末年，左难当据泾县。武德六年（623年）三月，左难当降唐，被任命为猷州刺史。武德七年（624年）二月，辅公祏派兵围猷州，刺史左难当据城固守。安抚使李大亮带兵打败辅公祏，赵郡王李孝恭攻克辅公祏的鹊头镇。左难当为宣州都督，封戴国公，食邑三千户。贞观十八年（644年）十一月，唐太宗命太子詹事、英国公李勣为辽东道行军总管，出柳城，礼部尚书、江夏郡王李道宗为副总管；刑部尚书、郧国公张亮为平壤道行军总管，左领军常何、泸州都督左难当为副总管，冉仁德、刘英行、张文干、庞孝泰、程名振为总管，率领江、吴、京、洛募兵共四万，吴艘五百，以水师出莱州，泛海趋平壤。水陆大军十万，以伐高句丽。次年，左难当在辽东阵亡，赠左武候大将军。其子左绍齐、左绍芳。
嘉庆《泾县志》卷三二存诗一首《白龟城》，《全唐诗外编》收录：
城堞千寻险，池隍十里馀。楼台侵汉宇，鼓角动郊墟。罴虎三军拥，壶浆万户舒。急须修表进，天意欲何如？